# Liste der Nummer-eins-Hits in Singapur (2022)
Diese Liste der Nummer-eins-Hits in Singapur 2022 basiert auf den offiziellen Chartlisten der RIAS. Die Charts basieren allein auf Musikstreaming.

## Singles
| ← 2021 ← | Liste der Nummer-eins-Hits in Singapur | Liste der Nummer-eins-Hits in Singapur    | Liste der Nummer-eins-Hits in Singapur | 2023 →                    |
| \| Zeitraum \| Wo. ges. \| Interpret \| Titel Autor(en) \| Zusätzliche Informationen \| \| (Zeitraum, Wochen auf Platz eins, Interpret, Titel, Autor[en], zusätzliche Informationen) \| \| \| \| \| \| ----------------------------------------------------------------------------------------- \| -------- \| ----------------------------------------- \| ------------------------------------------------------------------------------------------------------------------------------------------------------------------------------------------- \| ------------------------- \| \| 17. Dezember 2021 – 20. Januar 2022 5 Wochen (insgesamt 13) \| 13 \| Justin Bieber \| Ghost Jonathan David Bellion, Justin Drew Bieber, Jordan Kendall Johnson, Stefan Adam Johnson, Michael Ross Pollack \| – \| \| 21. Januar 2022 – 27. Januar 2022 1 Woche \| 1 \| Charlie Puth \| Light Switch Jacob Casey Torrey, Jacob Cashier Hindlin, Charlie Otto Puth Jr. \| – \| \| 28. Januar 2022 – 10. Februar 2022 2 Wochen (insgesamt 12) \| 12 \| Justin Bieber \| Ghost Jonathan David Bellion, Justin Drew Bieber, Jordan Kendall Johnson, Stefan Adam Johnson, Michael Ross Pollack \| – \| \| 11. Februar 2022 – 17. Februar 2022 1 Woche \| 1 \| Jung Kook \| Stay Alive Jang Yi-jeong, Gabriel Brunell Brandes, Louise Frick Sveen, Maria Marcus, Matt Thomson, Max Lynedoch Graham, Shin, Won Park, Suga \| – \| \| 18. Februar 2022 – 31. März 2022 6 Wochen (insgesamt 13) \| 13 \| Justin Bieber \| Ghost Jonathan David Bellion, Justin Drew Bieber, Jordan Kendall Johnson, Stefan Adam Johnson, Michael Ross Pollack \| – \| \| 1. April 2022 – 7. April 2022 1 Woche \| 1 \| Bigbang \| Still Life Kwon Ji-yong, Kim Byung-hoon, Choi Seung-hyun, Joe Rhee, VVN \| – \| \| 8. April 2022 – 9. Juni 2022 9 Wochen \| 9 \| Harry Styles \| As It Was Harry Edward Styles, Thomas Edward Percy Hull, Tyler Sam Johnson \| – \| \| 10. Juni 2022 – 18. August 2022 10 Wochen \| 10 \| Joji \| Glimpse of Us Joji Kusunoki, Connor Patrick McDonough, Riley Thomas McDonough, Joel Castillo, Alexis Idarose Kesselman \| – \| \| 19. August 2022 – 15. September 2022 4 Wochen \| 4 \| Blackpink \| Pink Venom Seol Jeong-hun, Danny Chung, Ido, Kim Jung-gu, Park Hong-jun \| – \| \| 16. September 2022 – 6. Oktober 2022 3 Wochen \| 3 \| Blackpink \| Shut Down Seol Jeong-hun, Danny Chung, Park Hong-jun, Joe Rhee \| – \| \| 7. Oktober 2022 – 20. Oktober 2022 2 Wochen \| 2 \| Sam Smith & Kim Petras \| Unholy Samuel Frederick Smith, Omer Fedi, James John Napier, Kim Petras, Ilya Salmanzadeh, Henry Russell Walter, Blake Slatkin \| – \| \| 21. Oktober 2022 – 1. Dezember 2022 6 Wochen \| 6 \| Taylor Swift \| Anti-Hero Taylor Alison Swift, Jack Michael Antonoff \| – \| \| 2. Dezember 2022 – 8. Dezember 2022 1 Woche \| 1 \| Metro Boomin feat. the Weeknd & 21 Savage \| Creepin’ Chauncey Lamont Hawkins, Eithne Pádraigín Ní Bhraonáin, Erick S. Sermon, Mario Mendell Winans, Michael Carlos Jones, Nicholas Dominick Ryan, Parrish Joseff Smith, Roma Shane Ryan \| – \| \| 9. Dezember 2022 – 22. Dezember 2022 2 Wochen \| 2 \| SZA \| Kill Bill Carter Lang, Rob Bisel, Solána Imani Rowe \| – \| \| 23. Dezember 2022 – 12. Januar 2023 3 Wochen \| 3 \| NewJeans \| Ditto Ho Hyung-lee, Cho Hyu-il, Kim Min-ji, Woo Hyo-eun, Ylva Anna Birgitta Dimberg \| – \| |                                        |                                           | |                           |
| ← 2021 |                                        |                                           | | → 2023 →                  |
| Zeitraum | Wo. ges.                               | Interpret                                 | Titel Autor(en) | Zusätzliche Informationen |
| (Zeitraum, Wochen auf Platz eins, Interpret, Titel, Autor[en], zusätzliche Informationen) |                                        |                                           | |                           |
| 17. Dezember 2021 – 20. Januar 2022 5 Wochen (insgesamt 13) | 13                                     | Justin Bieber                             | Ghost Jonathan David Bellion, Justin Drew Bieber, Jordan Kendall Johnson, Stefan Adam Johnson, Michael Ross Pollack                                                                         | –                         |
| 21. Januar 2022 – 27. Januar 2022 1 Woche | 1                                      | Charlie Puth                              | Light Switch Jacob Casey Torrey, Jacob Cashier Hindlin, Charlie Otto Puth Jr. | –                         |
| 28. Januar 2022 – 10. Februar 2022 2 Wochen (insgesamt 12) | 12                                     | Justin Bieber                             | Ghost Jonathan David Bellion, Justin Drew Bieber, Jordan Kendall Johnson, Stefan Adam Johnson, Michael Ross Pollack                                                                         | –                         |
| 11. Februar 2022 – 17. Februar 2022 1 Woche | 1                                      | Jung Kook                                 | Stay Alive Jang Yi-jeong, Gabriel Brunell Brandes, Louise Frick Sveen, Maria Marcus, Matt Thomson, Max Lynedoch Graham, Shin, Won Park, Suga                                                | –                         |
| 18. Februar 2022 – 31. März 2022 6 Wochen (insgesamt 13) | 13                                     | Justin Bieber                             | Ghost Jonathan David Bellion, Justin Drew Bieber, Jordan Kendall Johnson, Stefan Adam Johnson, Michael Ross Pollack                                                                         | –                         |
| 1. April 2022 – 7. April 2022 1 Woche | 1                                      | Bigbang                                   | Still Life Kwon Ji-yong, Kim Byung-hoon, Choi Seung-hyun, Joe Rhee, VVN | –                         |
| 8. April 2022 – 9. Juni 2022 9 Wochen | 9                                      | Harry Styles                              | As It Was Harry Edward Styles, Thomas Edward Percy Hull, Tyler Sam Johnson | –                         |
| 10. Juni 2022 – 18. August 2022 10 Wochen | 10                                     | Joji                                      | Glimpse of Us Joji Kusunoki, Connor Patrick McDonough, Riley Thomas McDonough, Joel Castillo, Alexis Idarose Kesselman                                                                      | –                         |
| 19. August 2022 – 15. September 2022 4 Wochen | 4                                      | Blackpink                                 | Pink Venom Seol Jeong-hun, Danny Chung, Ido, Kim Jung-gu, Park Hong-jun | –                         |
| 16. September 2022 – 6. Oktober 2022 3 Wochen | 3                                      | Blackpink                                 | Shut Down Seol Jeong-hun, Danny Chung, Park Hong-jun, Joe Rhee | –                         |
| 7. Oktober 2022 – 20. Oktober 2022 2 Wochen | 2                                      | Sam Smith & Kim Petras                    | Unholy Samuel Frederick Smith, Omer Fedi, James John Napier, Kim Petras, Ilya Salmanzadeh, Henry Russell Walter, Blake Slatkin                                                              | –                         |
| 21. Oktober 2022 – 1. Dezember 2022 6 Wochen | 6                                      | Taylor Swift                              | Anti-Hero Taylor Alison Swift, Jack Michael Antonoff | –                         |
| 2. Dezember 2022 – 8. Dezember 2022 1 Woche | 1                                      | Metro Boomin feat. the Weeknd & 21 Savage | Creepin’ Chauncey Lamont Hawkins, Eithne Pádraigín Ní Bhraonáin, Erick S. Sermon, Mario Mendell Winans, Michael Carlos Jones, Nicholas Dominick Ryan, Parrish Joseff Smith, Roma Shane Ryan | –                         |
| 9. Dezember 2022 – 22. Dezember 2022 2 Wochen | 2                                      | SZA                                       | Kill Bill Carter Lang, Rob Bisel, Solána Imani Rowe | –                         |
| 23. Dezember 2022 – 12. Januar 2023 3 Wochen | 3                                      | NewJeans                                  | Ditto Ho Hyung-lee, Cho Hyu-il, Kim Min-ji, Woo Hyo-eun, Ylva Anna Birgitta Dimberg | –                         |